# Marcel Molinès
Marcel Molinès (Argel, Argélia, 22 de dezembro de 1928) foi um ciclista argelino profissional entre 1949 e 1954.
O seu sucesso desportivo mais importante foi a vitória numa etapa do Tour de France em 1950, convertendo-se assim no primeiro africano a o conseguir. Curiosamente, no dia seguinte outro africano, o marroquino Custodio Dos Reis, conseguiu outra vitória de etapa no Tour.

## O Tour de 1950
No Tour de 1950 tomou parte numa equipa formada integralmente por ciclistas norte-africanos. Esse verão foi extremamente caloroso e durante a 13.ª etapa, entre Perpinhã e Nîmes, o calor era tão asfixiante que muitos ciclistas se viam obrigados a parar à orla do mar para refrescar-se. O forte calor não afectava a todos os ciclistas por igual, já que ele e seu colega de equipa Abdel-Kader Zaaf, mais acostumados ao calor de África, protagonizaram uma longa escapada na que conseguiram mais de 16 minutos de vantagem sobre o grande grupo.
A diferença era tão grande que teria permitido a Zaaf se converter no novo líder, mas à falta de 15 km, sedento, agarrou uma garrafa que lhe ofereceu um espetador. A garrafa resultou ser de vinho e como consequência Zaaf ficou um pouco desorientado, reiniciando a carreira em direção contrária e finalmente ficando adormecido à beira da estrada. Como resultado deste incidente o ciclista se viu obrigado a abandonar o Tour.
Pelo contrário, Molinès continuou em solitário, conseguindo chegar a Nimes com mais de 4 minutos de vantagem sobre o grande grupo, convertendo-se assim no primeiro ciclista africano a ganhar uma etapa do Tour de France.

## Palmarés
1950
- 1 etapa do Tour de France

### Resultados noTour de France
- 1950: Abandona em 18.ª etapa. Vencedor de uma etapa.

## Equipas
- Peugeot-Dunlop (1949)
- Dilecta-Wolber (1950)
- Dilecta-De Dion Bouton (1951)
- Dilecta-Wolber (1952)
- La Perle-Hutchinson (1953)